# Volker K. Thomalla
Volker K. Thomalla (* in Wildeshausen) ist ein deutscher Luftfahrtjournalist. Er war Chefredakteur unter anderem der Zeitschriften aerokurier, FLUG REVUE, Klassiker der Luftfahrt und des englischsprachigen Business-Aviation-Magazins BART International.

## Werdegang
Nach dem Abitur am Gymnasium in Wildeshausen studierte Thomalla an der Johannes Gutenberg-Universität Mainz Kommunikationswissenschaft. Nach einem Praktikum beim Aerokurier (Motorpresse Stuttgart) 1986 nahm er das Angebot von Ringier Deutschland wahr, in der Redaktion des Fliegermagazins zu volontieren. Von 1986 bis zum März 1990 arbeitete er als Volontär und später Redakteur beim Fliegermagazin in München. In dieser Zeit erwarb er auch den Luftfahrerschein PPL-A und begann, seine ersten Bücher zu schreiben. Im Laufe seiner Karriere als Luftfahrtjournalist kamen diverse Musterberechtigungen sowie die Instrumentenflugberechtigung IFR hinzu.
Im März 1990 wechselte er zur Motorpresse Stuttgart in die Redaktion Aerokurier, zu dessen Chefredakteur er 1995 ernannt wurde. Von 2000 bis 2016 war Thomalla zusätzlich Chefredakteur der Redaktionen Flug Revue sowie Klassiker der Luftfahrt. Alle drei Redaktionen hatten ihren Sitz in Bonn.
Von 2016 bis 2018 war er Chefredakteur des englischsprachigen Business-Aviation-Magazins BART International, danach Geschäftsführer des Verbands German Business Aviation Association (GBAA). Heute gibt er das Luftfahrt-Fachmedium Aerobuzz.de heraus.

## Bücher (Auswahl)
- Piper Cub und Super Cub: Die Geschichte der klassischen Piper Flugzeuge; Aviatic Verlag 1991, ISBN 978-3-925505-17-1
- Boeing 747; Motorbuch Verlag, 1998, ISBN 978-3-613-01514-2
- Der Airbus A 380; Motorbuch Verlag 2005, ISBN 978-3-613-02555-4
- Airliner der Welt Typen – Daten – Erkennungsmerkmale; Motorbuch Verlag, ISBN 3-613-02417-9
- Drachen- und Gleitschirmfliegen (Tomus, ISBN 978-3-8231-0190-1)
- Sportfliegen; Tomus
- Segelfliegen; Tomus 1997
- Caravan und Boot; Tomus 1992, ISBN 978-3-8231-0159-8

## Auszeichnungen
2021 Aerospace Media Award in der Kategorie Business Aviation.